# چارلی وریک
چارلی وریک (انگلیسی: Charley Varrick) فیلمی در ژانر اکشن و سرقت به کارگردانی دان سیگل است که در سال ۱۹۷۳ منتشر شد.

## خلاصه فیلم
"چارلی وریک" و دوستانش به یک بانک کوچک دستبرد می‌زنند. آن‌ها که انتظار پول کمی را داشتند، با مقدار زیادی پول مواجه می‌شوند. آن‌ها که به سرعت متوجه می‌شوند پول‌ها متعلق به مافیا است، باید نقشه‌ای برای فرار از دست آن‌ها طراحی کنند...

## بازیگران
- والتر ماتائو
- اندرو رابینسون
- جو دان بیکر
- جان ورنن
- فلیسیا فار
- جکلین اسکات
- نورمن فل
- مارجوری بنت
- ویلیام شارلت
- بنسون فونگ